# Oignin
L'Oignin est une rivière française qui coule dans le département de l'Ain en région Auvergne-Rhône-Alpes. C'est un affluent gauche de l'Ain, donc un sous-affluent du Rhône.

## Géographie

### Situation
L'Oignin a pour origine la confluence (à Maillat) du Borrey (qui prend sa source au marais d'Aranc) et du ruisseau de la Doye de Condamine  qui est alimenté par la source éponyme et par le bief du Valey issu des étangs Marron. On considère le Borrey comme étant le cours supérieur de l'Oignin. L'orientation du cours de l'Oignin est constante et presque rectiligne du sud vers le nord.
Il se jette dans l'Ain en limite des communes de Samognat et Matafelon-Granges, un peu en aval du barrage de Coiselet.

### Communes traversées
L'Oignin est une rivière ne traversant que des communes du département de l'Ain. Elle prend sa source à  Aranc puis arrose Izenave, Lantenay, Vieu-d'Izenave, Condamine, Maillat, Saint-Martin-du-Frêne, Brion, Nurieux-Volognat, Béard-Géovreissiat, Izernore, Samognat et Matafelon-Granges. 
Il existe trois zones hydrologiques traversées par l'Oignin. La première débute à sa source jusqu'au ruisseau de Corberan (biez de Corberan ou ruisseau de l'Anversaint, ou de l'Enversaint sur le cadastre napoléonien , la seconde du Corberan au bief de Dessous-Roche et la dernière, du bief de Dessous-Roche à la confluence avec la rivière d'Ain.
L'Oignin a été observé à la station hydrologique de Maillat,

## Pêche
L'Oignin est un cours d'eau très poissonneux classé en première catégorie presque tout au long de son parcours. C'est un cours d'eau salmonicole où la truite (truite fario en particulier) est l'espèce nettement prédominante. On y pêche aussi la loche franche, le vairon, le chabot, l'ombre commun, le brochet, la perche, la brème, la carpe, la tanche, la chevesne, etc.